# Tiirosaari (ö i Kajanaland, Kehys-Kainuu, lat 65,07, long 28,91)
Tiirosaari är en ö i Finland. Den ligger i sjön Kuurtojärvi och i kommunen Suomussalmi i den ekonomiska regionen  Kehys-Kainuu  och landskapet Kajanaland, i den centrala delen av landet, 600 km norr om huvudstaden Helsingfors. Öns största längd är 110 meter i sydväst-nordöstlig riktning.